# منطقه ترنچین
منطقه ترنچین (به خط لاتین: Trenčín Region) یکی از هشت منطقه اداری اسلواکی است که از ۹ ناحیه تشکیل شده است. صنعت بخش اصلی اقتصاد ترنچین را تشکیل می‌دهد.

## خصوصیات
منطقه ترنچین ۴٬۵۰۲٫۰۸ کیلومترمربع مساحت و ۵۹۴٬۳۲۸ نفر جمعیت دارد.